# Quality Channel
Quality Channel fue un canal de televisión por suscripción peruano de televentas, cuya programación consistía en la publicidad de productos para el hogar, belleza y salud de la empresa Quality Products.

## Historia
El canal fue lanzado el 1 de enero de 2004 como Target TV en Cable Mágico, dentro de la frecuencia 28. Operado por Quality Products, una empresa sobre televentas. Antes del lanzamiento del canal, los informeciales se emitían en el canal promocional de Cable Mágico.
El 1 de octubre de 2007, fue renombrado como Q Channel.
El 1 de mayo de 2016, Q Channel va al canal 33 de Movistar TV.
El 12 de mayo de 2019 cambia de nombre a Quality Channel estrenando nueva imagen y logotipo del canal.
El 1 de abril de 2022 comienza a emitir en HD en el canal 719 de Movistar TV.
En junio de 2023 comenzó su programación local de entretenimiento nacional y relanza como la nueva Quality Channel en conjunto con la productora Matrix TV Producciones y en alianza con Media Networks.
El 15 de diciembre de 2023 el canal cesó sus transmisiones.

## Logotipos

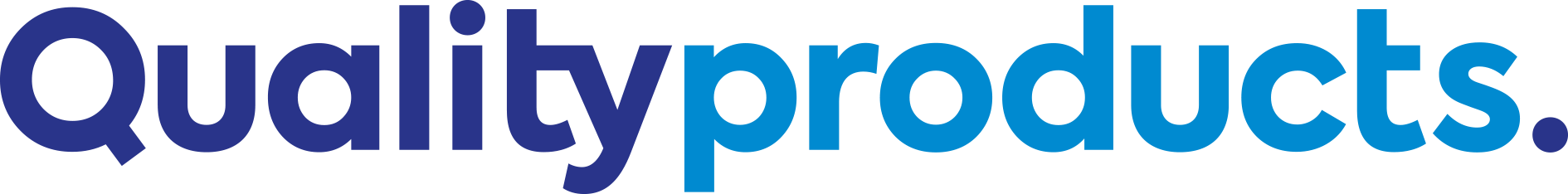
Desde el 12 de mayo de 2019

- 2004-2007: Consistía en una especie de cronómetro rojo que contenía las palabras "Target" blancas en tipografía Impact. En pantalla el logo se mostraba solo con la letra "t".
- 2007-2019: Es un recuadro que adentro contiene la letra "Q" grande en 3D de color azul y bordes verdes mirando hacia arriba en fuente Helvética Extended Italic, debajo de éste figura el texto «CHANNEL» de color blanco, fuente Helvética y fondo rojo.
- Desde 2019: Es un círculo azul que contiene las letras 'Quality Products todo en color blanco.

## Controversias
Quality Products fue una de las más reincidentes en incumplir las Normas de Publicidad en Defensa del Consumidor. En el año 2004 Indecopi ordenó la devolución del dinero de un producto para bajar de peso por publicidad engañosa. Hasta 2008, la empresa fue sancionada con multas de entre 5 y 40 UIT por conductas relacionadas con la promoción de sus productos que habían sido verificadas por Indecopi.